# Demetrio Paredes
Demetrio Paredes fue un artista colombiano nacido alrededor de 1830 y fallecido alrededor de 1898. Era hijo de Victoriano de Diego Paredes, un reconocido diplomático y pedagogo del siglo XIX. Paredes se inició en la fotografía en 1855 y llegó a ser uno de los fotógrafos más destacados de Colombia en su época. Además de fotógrafo, Paredes también fue periodista, director de la Escuela de Bellas Artes, militar, profesor, crítico de arte, fotógrafo aficionado e incisivo caricaturista. Paredes se incorporó a la fotografía desde la pintura y fue pionero en el empleo de las fotografías con fines políticos. Dos de sus obras destacadas son reportajes sobre el Teatro Bolívar y el Parque Bolívar tomado desde la Catedral. Paredes también fue uno de los creadores del Papel Periódico Ilustrado, una publicación que logró conformar una comunidad inédita en la historia del arte colombiano de personalidades como Alberto Urdaneta, Paredes y Racines.

## Principales Obras
Demetrio Paredes es considerado uno de los fotógrafos y artista multifacético más importantes de la historia de Colombia. Su obra se caracteriza por su compromiso social y político, así como por su calidad técnica y estética. Se encuentra en colecciones privadas y públicas de Colombia y otros países.
A continuación, se presentan algunas de sus principales obras fotográficas:
- Reportajes sobre el Teatro Bolívar y el Parque Bolívar tomado desde la catedral.[3]
  - Este reportaje documenta la construcción del Teatro Bolívar de Bogotá, una de las obras arquitectónicas más importantes del país. Paredes capturó los diferentes momentos de la construcción, desde el inicio de los trabajos hasta la inauguración del teatro. Y esta fotografía muestra una vista panorámica del Parque Bolívar de Bogotá, uno de los espacios públicos más emblemáticos de la ciudad. Paredes utiliza una perspectiva elevada para crear una imagen de gran impacto visual.
- Manifestación obrera
  - Esta fotografía documenta una manifestación obrera en Bogotá. Paredes captura el momento de mayor tensión de la protesta, cuando los manifestantes se enfrentan a la policía. La fotografía es una muestra del compromiso social de Paredes con los derechos de los trabajadores.
- Procesión del Corpus Christi
  - Esta fotografía muestra una procesión religiosa en Bogotá. Paredes utiliza una luz natural y una composición equilibrada para crear una imagen de gran belleza estética.
- Retrato de Fidel Cano
  - Este retrato muestra al periodista y político Fidel Cano, uno de los personajes más influyentes de la historia de Colombia. Paredes utiliza una luz suave y una mirada directa para crear un retrato de gran fuerza expresiva.

Además de estas obras, Paredes también realizó una serie de fotografías de paisajes, retratos y escenas de la vida cotidiana como: 
- Escenas marinas.
- Fotografías con fines políticos.[4]
- Tarjetas de invitación con personajes de la época y sus familias.
- Obras de arte.[5]

Por otro lado, tenemos las obras de Enrique Serrano y Pilar Moreno de Ángel donde exponen un poco de Paredes y sus maravillosas obras.
Enrique Serrano, en su libro "Historia de la fotografía en Colombia", señala que las obras de Paredes "son un testimonio importante de la historia y la cultura de Colombia". Serrano destaca la calidad técnica de las fotografías de Paredes, así como su capacidad para capturar la esencia de los momentos que retrata.
Pilar Moreno de Ángel, en su libro "Demetrio Paredes: un fotógrafo en la historia de Colombia", señala que Paredes fue "un pionero en el uso de la fotografía como herramienta de denuncia social". Moreno Serrano destaca la importancia de las fotografías de Paredes para la comprensión de la historia de Colombia.

## Billete de los Estados Unidos de Colombia
En los billetes del siglo XIX se encuentra un ejemplo claro de la forma en que las élites colombianas, tras su independencia de España, y participando de una nueva situación económica y social en un país libre, construyen una nueva imagen, y la divulgan en el papel moneda. Los modelos están inspirados en Europa, pero las imágenes locales de género costumbrista fueron impresos por litografías nacionales en billetes de la Tesorería General y de los bancos privados de los diferentes estados durante el periodo federal. Este tipo de imágenes desapareció cuando el gobierno de Rafael Núñez decretó el monopolio de la emisión por parte del Estado, durante el régimen centralista de la Regeneración. Durante esta época la Tesorería General, los bancos de los estados y los bancos privados produjeron diferentes emisiones, en particular estos últimos, que podían expedir su propia moneda y contribuyeron, de manera definitiva, al movimiento de divisas en cada una de las regiones del país.
Esta litografía de Demetrio Paredes aparece en 1863; estaba ubicada en la dirección Tundama, 81, en Bogotá. Paredes contribuyó a modernizar la litografía en Colombia cuando trajo máquinas y operarios de Alemania, gracias a lo cual de su taller salieron los billetes mejor impresos del siglo XIX colombiano. Imprimió billetes, libranzas y otros valores para el gobierno (bonos flotantes, vales sin intereses y documentos de crédito extranjeros), el Banco Nacional y entidades privadas. Durante la era de la banca libre (ley 35 de 1865 de los Estados Unidos de Colombia), los bancos carecían de recursos para mandar a fabricar sus billetes al exterior; la litografía de Paredes recibió gran número de encargos, y prácticamente acaparó la impresión de billetes en el país. Además, Paredes imprimió muchos títulos valores para el gobierno nacional, en especial libranzas para la construcción de ferrocarriles, bonos y gran cantidad de papelería especial de los bancos y particulares, al igual que señas como las de la Hacienda Lagunilla.